# Essostrutha binotata
Essostrutha binotata là một loài bọ cánh cứng trong họ Cerambycidae.